# Бурсук бен Бурсук
Бурсук бен Бурсук, Порсук бен Порсук (тур. Bursuk, Porsuk; ум. 1116) — туркменский эмир на службе у сельджукского султана Баркиярука, а затем Мухаммеда Тапара. Сын эмира Бурсука (ум. 1097).
Бурсук бен Бурсук принимал участие в походах сельджукской армии в Сирию против крестоносцев. В 1111 году он служил под командованием  Мавдуда бен Алтунтегин,  а в  1115 году Бурсук сам руководил армией. В битве у Сармина он проиграл, что положило конец попыткам сельджукских султанов освободить Сирию от крестоносцев.

## Биография
Бурсук бен Бурсук, Бурсук (II) был сыном эмира Бурсука. У него было три брата — Зенги, Акбёри, Ильбеги, а также сестра, мужем которой был эмир Джавали Сакава. По словам К. Каэна, братья выступали как сплочённая семейная группа.

### Участие в междоусобицах сельджуков
Бурсук бен Бурсук был одним из военачальников султана Баркиярука в период с 1094 по 1105 год, когда последний боролся за власть и делил султанат с Мухаммедом Тапаром. Бурсук (II) командовал армией в походе против Инала бен Ануштегина аль-Хусами, одного из эмиров Мухаммеда Тапара, управлявшего Реем. В декабре 1102 года Бурсук разбил Инала у Рея и добился перехода города под власть Баркиярука.
В 1105 году Баркиярук умер и Бурсук бен Бурсук перешёл на службу к Мухаммеду Тапару. В 1105/06 году сельджукид Менгу Барс (внук султана Алп Арслана от сына Бори Барса) восстал против султана и попытался привлечь на свою сторону Бурсука бен Бурсук и его братьев. По словам К. Каэна, Мухаммед Тапар заключил в тюрьму брата Бурсука бен Бурсук, Зенги, и предостерёг Бурсука, Акбёри и Ильбеги от участия в мятеже, угрожая казнить Зенги. Бурсук бен Бурсук с братьями не стали поддерживать Менгу Барса. Они пригласили его к себе, но, как только он прибыл, схватили его и передали султану, чем спасли Зенги от казни. По предположению М. Рахмати, одного из братьев султан держал при дворе на почётной должности как заложника, опасаясь влияния и силы Бурсукогуллары. Султан потребовал от братьев возвратить их икта, провинцию Ахваз, взамен на Динавар, вероятно, пытаясь переместить их из тех земель, где они имели сильную поддержку, на те территории, где они были чужаками. Но, видимо, это было лишь временной мерой, потому что вскоре столица Ахваза, Шуштар, снова была в руках Бурсукидов. По словам Ибн аль-Каланиси, дополнительно Бурсук бен Бурсук стал вали провинции Хамадан и вместе с братьями принял участие в битве против эмира Хиллы Садаки ибн Мансур (в которой Садака погиб) на стороне султана Мухаммеда Тапара.

### Участие в джихаде
В 1111 году по приказу султана Мухаммеда Тапара Бурсук бен Бурсук участвовал в походе в Сирию под командованием Мавдуда бен Алтунтегин. Кампания потерпела неудачу из-за ссор среди лидеров и ревности сирийских мусульманских правителей к эмирам из нижней Месопотамии. Почти всю кампанию Бурсук болел и был вынужден вернуться в Хамадан. В феврале 1115 года султан Мухаммед Тапар поручил руководство джихадом Бурсуку. Пока эмир собирал армию в Джазире, Артукид Мардина Иль-Гази, атабек Дамаска Тугтегин и регент Алеппо Лулу заключили союз против Бурсука и обратились за помощью к королю Иерусалима Балдуину и графу Понсу Триполитанскому. Когда Понс пришёл к ним с войском на помощь, Бурсук, разбивший свой лагерь в Шейзаре, отступил в Джазиру. Союзники решили, что опасность миновала, и тоже разошлись.
Вали Химса Кирхан бен Караджа был союзником Бурсука бен Бурсук. Вместе с ним Бурсук разграбил и разрушил Хаму, принадлежавшую Тугтегину, и передал её Кирхану. По приказу султана Бурсук двинулся на Кафартаб. После захвата города и передачи его Мункызидам Бурсук направился к Тель-Даниту, но 15 сентября 1115 года по пути подвергся нападению армии крестоносцев. Поскольку к моменту нападения при нем была не вся армия (отдельные её части он послал в набеги), то проиграл в битве Рожеру Антиохийскому, а его лагерь был захвачен крестоносцами. Бурсук вместе с братом Зенги и 500 кавалеристами укрылся на холме напротив лагеря и избежал плена. Поражение у Тель-Данита положило конец попыткам сельджукских султанов освободить Сирию от крестоносцев. По словам Ибн аль-Асира, Бурсук умер «от печали» несколько месяцев спустя, в 1116 году. В том же году скончался и его брат Зенги.

## Потомки
Братья Тугрул и Бурсук упоминаются как сторонники сына Мухаммеда Тапара Тогрула, а затем внука Мухаммеда Тапара Дауда, выступавших против другого сына Мухаммеда Тапара, Месуда. Они вовремя примирились с победившим в борьбе Месудом. Некий Хамза бен Бурсук упоминается Ибн Аби Тайи как правитель Шуштара в 1139 году.